# Christian Lofthus
Christian Jensen Lofthu(u)s (maj 1750 i Østerrisør – 13. juni 1797) var en norsk almuetalsmand. 
Han var uægte søn af en i Lillesand bosat mand, men blev antaget af morbroderen Nils Kittelsøn, efter hvem han fik gården Lofthuus i Vestre Moland. For de af ham indførte forbedringer på denne gård fik han det trondhjemske Videnskabernes Selskabs største præmie. 
Lofthus havde — som det ser ud til — tidlig fattet nag til egnens dommere, af hvem han anså sig forurettet, og det var denne bitre stemning mod øvrigheden, som i forbindelse med hans godhjertethed og hede blod drev ham ind på den nye bane. Der kunne over hele Vestlandet fra midten af det 18. århundrede mærkes stærk gæring under trykket af embedsstanden og de store brugsejere, og Lofthus bidrog ved sin optræden til at skaffe denne luft. "Lofthusbevægelsen" var i virkeligheden den betydeligste og mest bevidste af alle bøndernes klassebevægelser i Norge i det 18. århundrede, og det skyldes ikke mindst Lofthus’ personlighed. Han blev valgt til bøndernes repræsentant over for kongen, der skulle fremføre deres klagemål over tingenes tilstand: skatter og høje priser på det indførte korn som følge af købmændenes monopol på denne. I 1786 foretog han to rejser til København, hvor han fik audiens hos Kronprins Frederik og overrakte denne et med 329 underskrifter forsynet klageskrift over de undertrykkelser, som fra embedsmændenes, lensmændenes og byborgernes side skete i Norge. Da Kronprinsen pålagde ham at skaffe bevisligheder for de klager, han fremførte, vendte han tilbage og begyndte at rejse rundt i egnen og holde møder med almuen i de forskellige bygder og lod sig meddele fuldmagter til at handle på dens vegne. Denne virksomhed, og den oprørsstemning der fulgte med, medførte myndighedernes advarsler mod ham: præsterne advarede mod ham fra prædikestolene, og embedsmænd begyndte at sprede pamfletter mod ham, og anklagede ham for at drive politisk arbejde til fordel for Sverige. 
Med de under sin virksomhed indsamlede og opsatte klager gjorde han nu gennem Sverige sin tredje Københavns-færd. Selv vovede han sig imidlertid ikke over Øresund, men forblev i Helsingborg, mens hans ledsagere rejste over til København for at få lejde for ham. Et sådant blev ham da også tilstået, men forinden Lofthus fik besked derom, rejste han over hals og hoved hjem, og nu blev der udfærdiget arrestordre mod ham. Men da almuen sluttede sig sammen om sin talsmand, blev der foreløbig ikke tale om at sætte denne i værk. Derimod indgød hans mandstærke flokke befolkningen i Arendal og Kristiansand den største skræk. Men Lofthus var ikke i stand til at holde sine tilhængere sammen, og han måtte tage flugten. Han var ofte på nippet til at blive fanget, men først i marts 1787 lykkedes det at pågribe ham i Lillesand, hvor efter han sendtes til Akershus. Der forefaldt vel nogle mindre opløb blandt egnens og naboamtets bønder, men de blev dog uden betydning. 
Lofthus blev siddende i fængsel til sin død efter, at han af en kommission i 1792 var blevet dømt til livsvarigt fæstningsarbejde i jern, en dom, som to år efter Lofthus’ død stadfæstedes af Højesteret. Der blev gjort gentagne forsøg på at befri ham, og dommen over ham er både af samtid og eftertid blevet følt som en uretfærdighed. 